# Kabupaten Kuningan
Kabupaten Kuningan är ett kabupaten i Indonesien. Det ligger i provinsen Jawa Barat, i den västra delen av landet, 210 km öster om huvudstaden Jakarta. Antalet invånare är 1 096 434.